# Ichthydium forficula
Ichthydium forficula är en djurart som tillhör fylumet bukhårsdjur, och som beskrevs av Adolf Remane 1927. Ichthydium forficula ingår i släktet Ichthydium och familjen Chaetonotidae. Inga underarter finns listade i Catalogue of Life.